# James Burrows
Pour les articles homonymes, voir Burrows.
James Burrows (né le 30 décembre 1940 à Los Angeles, en Californie, aux États-Unis) est un producteur et réalisateur américain de télévision.

## Filmographie

### Réalisateur

#### Cinéma
- 1982 : Partners

#### Télévision
- 1975 : Fay (série télévisée)
- 1977 : Busting Loose (en) (série télévisée)
- 1977 : Szysznyk (en) (série télévisée)
- 1977 : The Betty White Show (en) (série télévisée)
- 1978 : Husbands, Wives & Lovers (en) (série télévisée)
- 1978 : Free Country (en) (série télévisée)
- 1978 : More Than Friends (TV)
- 1979 : Butterflies (TV)
- 1979 : The Associates (en) (série télévisée)
- 1980 : Good Time Harry (en) (série télévisée)
- 1981 : Every Stray Dog and Kid (TV)
- 1986 : Valérie (série télévisée)
- 1986 : All Is Forgiven (en) (série télévisée)
- 1987 : The Tortellis (en) (série télévisée)
- 1990 : Cheers: 200th Anniversary Special (TV)
- 1990 : The Marshall Chronicles (série télévisée)
- 1990 : Wings (Wings) (série télévisée)
- 1990 : The Fanelli Boys (en) (série télévisée)
- 1992 : Flying Blind (en) (série télévisée)
- 1993 : Cafe Americain (en) (série télévisée)
- 1994 : Friends (série télévisée)
- 1995 : The Preston Episodes (en) (série télévisée)
- 1995 : Ménage à trois (Partners) (série télévisée)
- 1995 : Hudson Street (en) (série télévisée)
- 1995 : Caroline in the City (Caroline in the City) (série télévisée)
- 1996 : Pearl (en) (série télévisée)
- 1996 : Men Behaving Badly (série télévisée)
- 1997 : Nés à Chicago (en) ("Chicago Sons") (série télévisée)
- 1997 : George & Leo (série télévisée)
- 1997 : Dharma et Greg (Dharma & Greg) (série télévisée)
- 1997 : Union Square (en) (série télévisée)
- 1998 : Conrad Bloom (en) ("Conrad Bloom") (série télévisée)
- 1998 : Jesse (série télévisée)
- 1998 : Trois hommes sur le green (The Secret Lives of Men) (série télévisée)
- 1999 : Un homme à femmes (Ladies Man) (série télévisée)
- 1999 : Stark Raving Mad (Stark Raving Mad) (série télévisée)
- 2000 : Madigan de père en fils (Madigan Men) (série télévisée)
- 2000 : Mon ex, mon coloc et moi (Cursed) (série télévisée)
- 2002 : Dexter Prep (TV)
- 2004 : Beverly Hills S.U.V. (TV)
- 2004 : The Stones (en) (série télévisée)
- 2006 : Alex Rose (Courting Alex) (série télévisée)
- 2007 : The Big Bang Theory (série télévisée)
- 2012 :  Partners (série télévisée)

### Producteur
- 1990 : Cheers: 200th Anniversary Special (TV)
- 2001 : Last Dance (TV)
- 2001 : Tikiville (TV)